# AIDA64
AIDA64 est un logiciel édité en plusieurs langues dont le français et maintenant développé par le groupe hongrois FinalWire. Cet outil permet d'afficher de nombreuses informations détaillées à propos de l'ordinateur sur lequel il est exécuté. Le logiciel est disponible en deux versions :
- AIDA64 Extreme Edition : version grand public ;
- AIDA64 Business Edition : version destinée aux entreprises.

## Histoire
Aida32 fut d'abord créé par le Hongrois Tamas Miklos et initialement distribué gratuitement.
L'outil fut par la suite racheté par l'entreprise canadienne Lavalys Computing Group qui lui donna un nouveau nom, Everest, et développa une version professionnelle payante. Tamas Miklos rejoignit pour sa part Lavalys en tant que CTO (Chief Technology Officer) et Vice-Président exécutif en recherche et développement logiciel.
À la fin de 2010 Lavalys vend Everest à FinalWire, dont Miklos est entretemps devenu "Managing Director", qui renomme le produit Aida64.

## Liste des informations disponibles
- Carte mère
- Processeur
- Mémoire vive
- Carte graphique
- Disque dur
- Lecteur optique
- Système d'exploitation
- Périphériques informatiques
- Processus en cours d'exécution
- Logiciels lancés au démarrage
- Etc.

Il comprend également un test de performance (benchmark) sommaire (test basique du CPU et de la RAM).